# Herrarnas 10 000 meter i hastighetsåkning på skridskor vid olympiska vinterspelen 2002
Herrarnas 10 000 meter i skridskor vid de olympiska vinterspelen 2002 avgjordes den 22 februari.

## Rekord
Före tävlingen gällde följande världs och olympiska rekorder:
| Världsrekord     | Gianni Romme (NED) | 13:03,40 | Heerenveen, Nederländerna | 26 januari 2000  |
| Olympiskt rekord | Gianni Romme (NED) | 13:15,33 | Nagano, Japan             | 17 februari 1998 |

Följande nya världsrekord och olympiska rekord blev satt under tävlingen:
| Datum       | Par     | Idrottare         | Nation        | Tid      | OR | VR |
| ----------- | ------- | ----------------- | ------------- | -------- | -- | -- |
| 22 februari | 2:a par | Gianni Romme      | Nederländerna | 13:10,03 | OR |    |
| 22 februari | 4:e par | Jochem Uytdehaage | Nederländerna | 12:58,92 | OR | VR |

## Medaljörer
| Gren         | Guld                            | Guld          | Silver                     | Silver   | Brons             | Brons    |
| 10 000 meter | Jochem Uytdehaage Nederländerna | 12.58,92 (VR) | Gianni Romme Nederländerna | 13.10,03 | Lasse Sætre Norge | 13.16,92 |

## Resultat
| Placering | Par | Namn              | Land          | Tid      | Tid bakom | Noteringar |
| --------- | --- | ----------------- | ------------- | -------- | --------- | ---------- |
| 1         | 4   | Jochem Uytdehaage | Nederländerna | 12:58,92 | -         | (VR)       |
| 2         | 2   | Gianni Romme      | Nederländerna | 13:10,03 | +11,11    |            |
| 3         | 8   | Lasse Sætre       | Norge         | 13:16,92 | +18,00    |            |
| 4         | 5   | Keiji Shirahata   | Japan         | 13:20,40 | +21,48    |            |
| 5         | 7   | Jens Boden        | Tyskland      | 13:23,43 | +24,51    |            |
| 6         | 1   | Dmitrij Sjepel    | Ryssland      | 13:23,83 | +24,91    |            |
| 7         | 1   | Roberto Sighel    | Italien       | 13:26,19 | +27,27    |            |
| 8         | 7   | Kjell Storelid    | Norge         | 13:27,24 | +28,32    |            |
| 9         | 3   | Bart Veldkamp     | Belgien       | 13:27,48 | +28,56    |            |
| 10        | 8   | Frank Dittrich    | Tyskland      | 13:28,73 | +29,81    |            |
| 11        | 6   | Toshihiko Itokawa | Japan         | 13:31,96 | +33,04    |            |
| 12        | 3   | Jason Hedstrand   | USA           | 13:32,99 | +34,07    |            |
| 13        | 4   | Derek Parra       | USA           | 13:33,44 | +34,52    |            |
| 14        | 5   | Paweł Zygmunt     | Polen         | 13:35,50 | +36,58    |            |
| 15        | 6   | Bob de Jong       | Nederländerna | 13:48,93 | +50,01    |            |
| 16        | 2   | Dustin Molicki    | Kanada        | 13:54,49 | +55,57    |            |